# Rativates
Rativates – rodzaj wymarłego dinozaura, teropoda z grupy ornitomimozaurów.
Skamieniałości dinozaura znaleziono w kanadyjskiej prowincji Alberta. Spoczywały wśród skał formacji Dinosaur Park datowanych na późny kampan, w kamieniołomie Quarry no. Q028. Znaleziono szczątki, skatalogowane jako ROM 1790, tworzyły niekompletny szkielet dinozaura z grupy teropodów, który zaliczono do grupy ornitomimozaurów, rodziny ornitomimów, rodzaju strutiomim i gatunku Struthiomimus altus. Jednakże późniejsze badania wykazały, że rzeczony szkielet, należący być może do osobnika młodocianego i o połowę mniejszy od wyrośniętych okazów S. altus, nie wykazuje cech diagnostycznych rzeczonego gatunku, do którego go zaliczono. Przedstawiały natomiast niespotykaną u innych dinozaurów kompozycję cech. Połączenie kości szczękowej z kością jarzmową, zredukowane wyrostki kolczyste środkowych kręgów ogonowych, wypukłe połączenie obu trzonów kości kulszowych, budowa kłykcia przyśrodkowego kości piszczelowej i koniec dystalny trzeciej kości śródstopia o prostym brzegu posłużyły jako cechy diagnostyczne nowego rodzaju, któremu Bradley McFeeters, Michael J. Ryan, Claudia Schröder-Adams i Thomas M. Cullen nadali w 2016 nazwę Rativates. Nazwę rodzajową wspomnieni autorzy ukuli z łacińskiego słowa ratis oznaczającego tratwę, ale chodziło im w zasadzie o odwołanie się do nazwy naukowej ptaków bezgrzebieniowych Ratitae (grupa obejmująca m.in. strusie, emu, kazuary i nandu), oraz od pochodzącego z tego samego języka słowa vates oznaczającego wieszcza czy jasnowidza. Kreatorzy rodzaju odwołali się tutaj do paradoksalnej nazwy naśladujący strusia (Struthiomimus) dla zwierzęcia żyjącego miliony lat przed powstaniem strusi. W obrębie rodzaju badacze umieścili gatunek R. evadens. Jego epitet gatunkowy pochodzi od łacińskiego evadere oznaczającego uciekać. Wybór takiej nazwy umotywowali dwojako: po pierwsze jako aluzję do zdolności do szybkiego biegu, umożliwiającą zwierzęciu szybką ucieczkę przed większymi odeń drapieżnikami, po wtóre jako odwołanie do opisania gatunku po osiemdziesięciu latach od znalezienia okazu. Wykonana analiza filogenetyczna potwierdziła przynależność zwierzęcia do rodziny ornitomimów w obrębie ornitomimozaurów. Umieściła zwierzę w nierozwikłanej politomii z rodzajami Anserimim, strutiomim, ornitomim i Qiupalong.